# Le Petit Tourette
"Le Petit Tourette" is de 8e aflevering van seizoen 11 van South Park. In de Verenigde Staten werd de aflevering voor het eerst uitgezonden op Comedy Central op 3 oktober 2007.

## Plot
Als Cartman zich in de Toy Safari bevindt om een spel te kopen, stuit hij op iets veel interessanters dan een videospel: een jongetje, genaamd Thomas, met Gilles de la Tourette. De moeder van het jongetje legt iedereen in de winkel uit wat dit syndroom inhoudt, hierbij ziet Cartman de kans om een van zijn vele ambities te verwerkelijken; Het vernederen van etnische minderheden.
Nadat Cartman 4 dagen lang thuis continu scheldt, besluit zijn moeder met hem naar een neurologisch ziekenhuis te gaan. Hier wordt moeizaam geconstateerd dat Cartman Gilles de la Tourette heeft. Eerst merkt de dokter op dat Gilles de la Tourette een genetisch bepaalde ziekte is en het eigenlijk onmogelijk is dat Cartman er nu pas last van zou krijgen. Pas als hij de dokter uitscheldt (vb. "Cocksucker!") wordt hij geloofd. De dokter besluit uiteindelijk dat de ziekte pas later in iemands leven opkomt en steeds erger wordt.
Sindsdien heeft Cartman een "magic cloak that makes me impervious to getting in trouble.". De enige die Cartmans plan doorheeft is Kyle, maar als Kyle zijn bedenkingen over Cartmans ziekte vertelt denkt iedereen dat hij intolerant is en moet hij zelfs kennismaken met enkele andere kinderen die aan Gilles de la Tourette lijden om ze te accepteren.
Cartmans plan blijkt om te verschijnen in het programma Dateline met Chris Hansen. Dan kan hij live iedereen beledigen zonder in de problemen te raken. Cartmans plan krijgt echter een onverwachte wending wanneer hij zoveel scheldt, dat hij zichzelf niet meer in de hand kan houden. Hij verliest de mogelijkheid om eerst na te denken voor hij wat zegt, en roept onbewust alles wat in hem opkomt: ook vernederende dingen over zichzelf zoals dat hij graag met een bepaald meisje zou zoenen of dat hij soms moet huilen om het feit dat hij geen vader heeft. Hij wil de aflevering staken omdat hij bang is dat hij zichzelf anders voor schut zal zetten. Dit blijkt echter onmogelijk daar Chris Hansen dreigt dat Cartman "zelfmoord" zal plegen als hij de show afblaast.
Als Kyle van Cartmans plan hoort is hij vastbesloten hem tegen te houden, niet wetende dat Cartman de show eigenlijk al wil staken. Samen met Thomas, die bang is dat Cartman andere kinderen laten denken dat het leuk is om Tourette te hebben, bedenkt hij een plan. Ze nodigen via internet vele pedofielen uit om naar de show te komen. Als deze aankomen in de studio en Chris Hansen (bekend van het programma "To Catch a Predator") zien, schieten ze zich een voor een neer uit angst dat ze in zijn val zijn gelopen. Dit veroorzaakt chaos en de uitzending kan niet doorgaan. Kyle confronteert Cartman en verwacht dat deze woedend zal zijn. Het tegendeel is echter waar en Cartman valt in Kyles armen, huilend van geluk en het feit dat Kyle blijkbaar echt om hem geeft. De aflevering eindigt als zowel Thomas als Kyle "Aw Shit!" uitroepen (Thomas vanwege zijn tourettesyndroom en Kyle omdat hij Cartman heeft geholpen).